# Odontostilbe fugitiva
Odontostilbe fugitiva är en fiskart som beskrevs av Cope, 1870. Odontostilbe fugitiva ingår i släktet Odontostilbe och familjen Characidae. IUCN kategoriserar arten globalt som livskraftig. Inga underarter finns listade i Catalogue of Life.